# Chengdu Tianfu International Airport

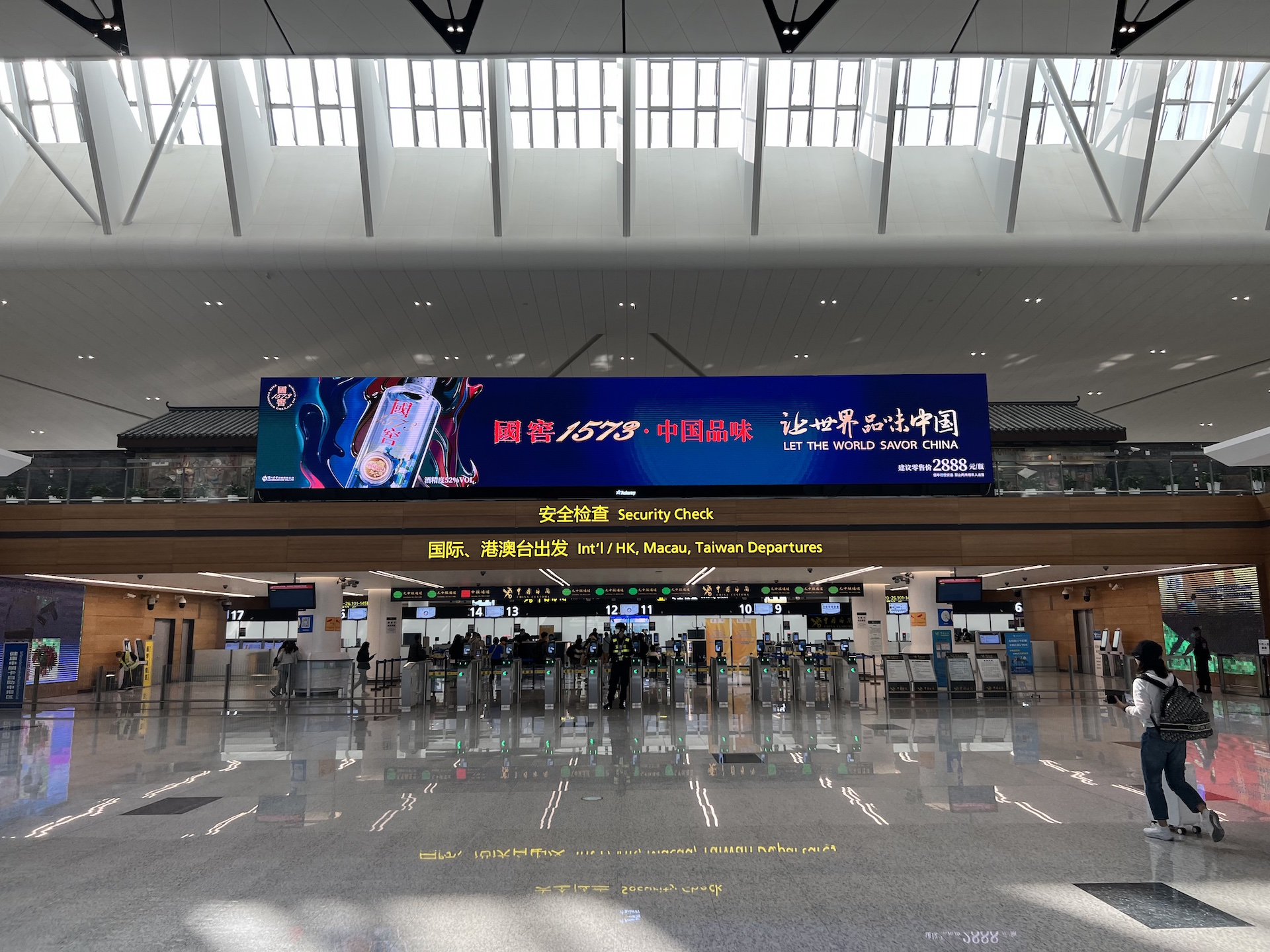

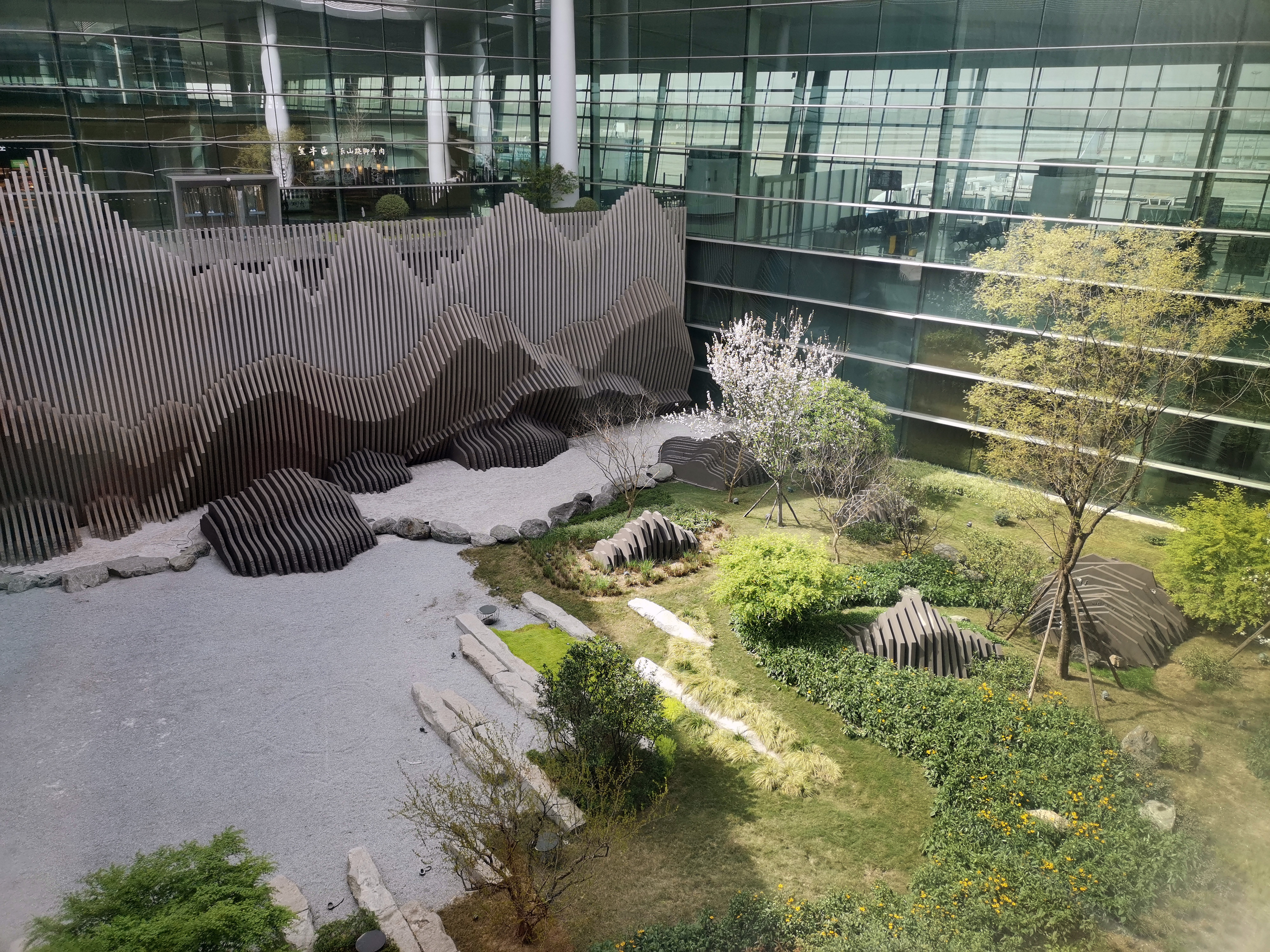

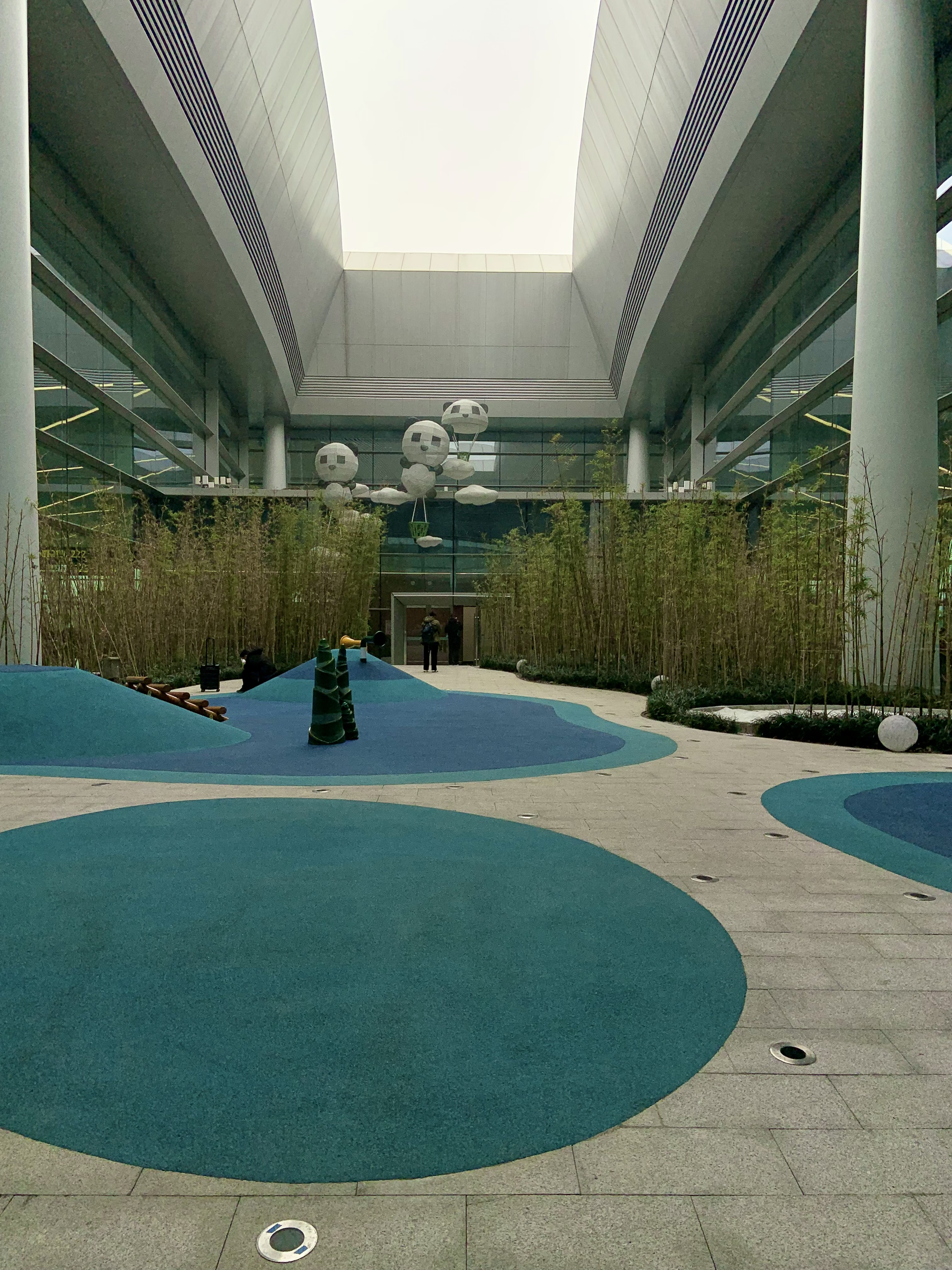

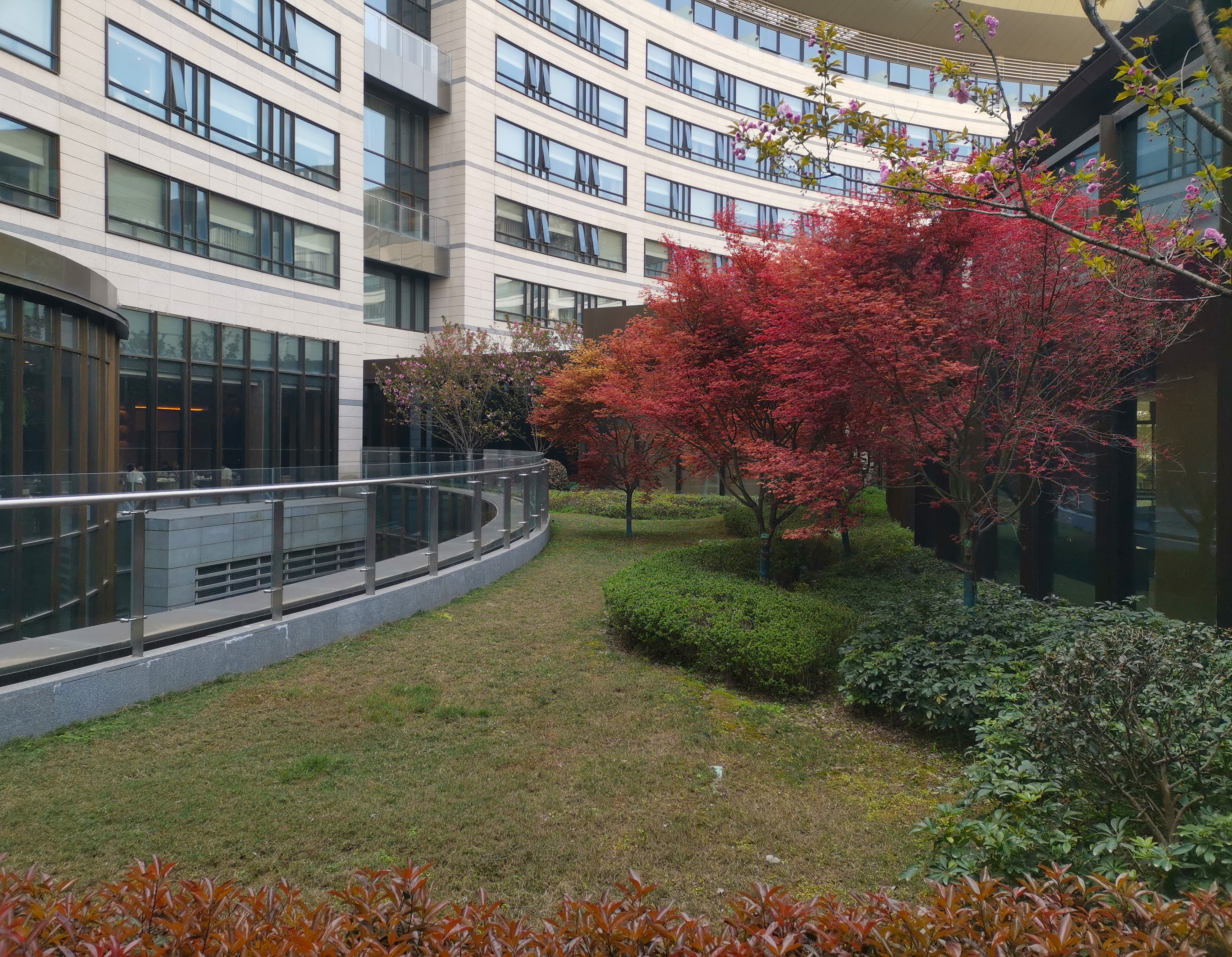

De Chengdu Tianfu International Airport (Chinees: 成都天府国际机场, Hanyu pinyin: Chéngdū Tiānfǔ Guójì Jīchǎng) (IATA-code: TFU, ICAO-code: ZUTF) is een vliegveld bij Jianyang op 51 kilometer ten zuidoosten van Chengdu, Sichuan, China.
Chengdu Tianfu International Airport is de tweede luchthaven van Chengdu. Ook de in 1938 geopende Chengdu Shuangliu International Airport blijft een van de drukkere luchthavens van Zuidwest-China maar richt zich na de opening van Tianfu als internationale luchthaven in 2023 meer op binnenlands personenvervoer. Chengdu Tianfu werd gepland in 2013 toen Chengdu Shuangliu Airport jarenlang de ontworpen maximale passagierscapaciteit overschreed. De bouw van Chengdu Tianfu begon in mei 2016 en de luchthaven werd in juni 2021 geopend. Sinds 26 maart 2023 worden ook internationale vluchten uitgevoerd. Chengdu is de derde stad in China met dubbele internationale luchthavens, na Peking en Shanghai.
In 2023 verwerkten Chengdu Tianfu International Airport en Chengdu Shuangliu International Airport samen in totaal 538,000 starts en landingen, met een passagiersvolume van 74.924 miljoen. Het jaarlijkse passagiersvolume maakt Chengdu 3e van de steden met luchthavens in China. Chengdu Tianfu International Airport alleen al staat in 2023 op de 39e plaats van de drukste luchthavens ter wereld, de op vier na drukste in China op basis van passagiersverkeer (44.786.101 passagiers in 2023).

## Geschiedenis
Plannen voor een nieuwe luchthaven voor Chengdu waren er al in 2007. In mei 2011 bevestigden ambtenaren dat het planningsproces voor het selecteren van een locatie was begonnen. In juni 2013 bevestigde en keurde de Chinese burgerluchtvaartadministratie officieel Lujia bij Jianyang goed als locatie voor de nieuwe luchthaven.
In januari 2015 keurden de Staatsraad en de Centrale Militaire Commissie het nieuwe luchthavenproject goed, en de officiële naam Chengdu Tianfu International Airport (Chinees: 成都天府国际机场) werd in september 2015 afgerond door de Civil Aviation Administration van China. In januari 2021 werden vliegtesten gedaan en op 27 juni 2021 vertrok de eerste commerciële vlucht vanaf de luchthaven. Op dezelfde dag werd Terminal 2 officieel in gebruik genomen.
Terminal 2 bedient binnenlandse vluchten, terwijl Terminal 1 voornamelijk internationale vluchten bedient, hoewel het ook enkele binnenlandse vluchten bedient. Het binnenlandse gedeelte van Terminal 1 is verbonden met Terminal 2 via een Bombardier Innovia automated people mover (APM) voor het overbrengen van passagiers die aankomen op internationale vluchten met binnenlandse verbindingen.

## Ontwerp
Het is de bedoeling dat de luchthaven de op twee na grootste luchthavenhub van China wordt, na Peking en Shanghai. De luchthaven opende met drie start- en landingsbanen (twee noord-zuid en één oost-west) met twee terminals met een capaciteit van 60 miljoen passagiers per jaar tegen 2025 en een vrachtcapaciteit van 24,45 duizend ton.
Het volledige plan op een oppervlakte van 52 km² omvat zes start- en landingsbanen en vier terminals met een capaciteit van 90 miljoen passagiers per jaar. Op 1 juni 2015 kondigde de Sichuan Provincial Airport Group een algemeen ontwerpschema voor de luchthaven aan. Het winnende ontwerp was van het China Southwest Architectural Design and Research Institute, China Airport Construction Group Corporation en het Franse architectenbureau ADP Ingenierie (van de Aéroports de Paris Group).
De luchthaven beschikt in 2025 over twee terminalgebouwen in de vorm van de mythische Chinese Golden Sunbird, die wordt gebruikt als logo voor de stad Chengdu. Vanuit een centrale holle cirkelvormige kern stralen zes armen naar buiten uit, waarbij beide klemmen de andere spiegelen.
De banen 01/19 en 02/20 kunnen zowel voor start als voor landing worden gebruikt; Baan 11 wordt alleen gebruikt voor het opstijgen van west naar oost.

## Luchtvaartmaatschappijen en bestemmingen
Tianfu International Airport is een belangrijke basis voor Air China. De nationale luchtvaartmaatschappij exploiteert onderhoudsfaciliteiten, een personeelshostel met 1.500 bedden en een lounge van 2.950 m² op de luchthaven. Meer dan negentig buitenlandse en binnenlandse bestemmingen worden door Air China vanuit Tianfu aangevlogen, waaronder ook London Heathrow Airport, de Flughafen Frankfurt am Main en de Aéroport de Paris-Charles de Gaulle. De luchthaven is ook een belangrijke hub voor Chengdu Airlines, China Eastern Airlines, China Express Airlines, China Southern Airlines, Shenzhen Airlines en is de thuisbasis van Sichuan Airlines die ook vele tientallen bestemmingen aanvliegt. De luchthaven wordt ook bediend door onder meer Cathay Pacific, Ethiopian Airlines, Qatar Airways en Singapore Airlines.
Voor cargo wordt de luchthaven bediend door vele Chinese maatschappijen waaronder Sichuan Airlines Cargo met een route op Brussels Airport, naast Air Incheon, Cathay Cargo, DHL Aviation, FedEx Express en UPS Airlines.

## Bereikbaarheid
Aangesloten op het Chinese autosnelwegennet, is de luchthaven ook bereikbaar via lijnen 18 en 19 van de Metro van Chengdu die niet enkel het stadscentrum van Chengdu maar ook de andere luchthaven van de stad vlot bereikbaar maken en heeft de luchthaven een station op de hogesnelheidspoorlijn Chengdu–Yibin. Daarnaast bedienen ook vijf busroutes de luchthaven.